# ハヴ・ア・ナイス・デイ (ボン・ジョヴィのアルバム)
『ハヴ・ア・ナイス・デイ』（Have A Nice Day）は、アメリカのロックバンド、ボン・ジョヴィ9枚目のスタジオ・アルバム。2005年9月14日に発売された。日本での発売・販売元はユニバーサルミュージック。

## 解説
前作『バウンス』から3年ぶりとなるスタジオ・アルバム。
前年（2004年）のデビュー20周年を記念して発売されたボックス・セット『ザ・プレミア・コレクション 〜100,000,000 ボン・ジョヴィ・ファンズ・キャント・ビー・ロング』発表の際にニュー・アルバムは一度完成していた。しかし当初予定していた発売時期から延期され、その間新たにリック・パラシャー（Rick Parashar）をプロデューサーに迎えて「ワイルドフラワー」（Wildflower）・「ラスト・シガレット」（Last Cigarette）・「ノヴォケイン」（Novocaine）・「ストーリー・オブ・マイ・ライフ」（Story Of My Life）の4曲を制作した（日本盤ボーナス・トラックに収録されている「ダーティー・リトル・シークレット」（Dirty Little Secret）・「アンブレイカブル」（Unbreakable）・「ジーズ・オープン・アームズ」（These Open Arms）は、当初アルバムに収録予定であったトラックである）。
さらにもう1曲「ナッシング」（Nothing）という曲があるが、「ナッシング・ウィズアウト・ユー」（Nothing Without You）とタイトルを変えてボー・バイス（Bo Bice）に提供されている。ボー・バイスは、アメリカのTV局FOXの人気オーディション番組『アメリカン・アイドル (シーズン4)』で準優勝した人物である。また、「ジーズ・オープン・アームズ」は『アメリカン・アイドル (シーズン2)』で準優勝したクレイ・エイケン（Clay Aiken）へ提供されている。番組にはボン・ジョヴィも『アメリカン・アイドル (シーズン6)』でゲスト参加し、ボン・ジョヴィ楽曲が審査課題となった週でアドバイスを行った。
「ラスト・マン・スタンディング」（Last Man Standing）は『ザ・プレミア・コレクション 〜100,000,000 ボン・ジョヴィ・ファンズ・キャント・ビー・ロング』にも収録されているが、本作ではロック調にアレンジされテンポも速くなっている。
本作はオリコンアルバムチャートで初登場1位を獲得。1995年に発売された6thアルバム『ジーズ・デイズ』以来10年ぶり通算3枚目の首位獲得になった。また、先行シングルとして発売された「ハヴ・ア・ナイス・デイ」（Have A Nice Day）もオリコンシングルチャートで10位にランクインし、洋楽バンドとしては23年ぶりにシングルがTOP10入りするという快挙になった。
アメリカではカントリー・ミュージック調にアレンジされジェニファー・ネトルズ（Jennifer Nettles）とデュエットした「フー・セズ・ユー・キャント・ゴー・ホーム（デュエット・ウィズ・ジェニファー・ネトルズ）」（Who Says You Can't Go Home (duet with Jennifer Nettles)）（日本では未発売）がロックバンドで初となるビルボード・カントリーチャートで1位を獲得し、第49回グラミー賞“ベスト・カントリー・コラボレーション・ウィズ・ボーカルズ（Best Country Collaboration With Vocals）”部門を受賞した。この一連の出来事が次作『ロスト・ハイウェイ』制作へと繋がっていく。
2006年3月22日には、日本公演開催を記念して『ハヴ・ア・ナイス・デイ 〜ジャパン・ツアー・エディション』（Have A Nice Day 〜Japan Tour Edition）が限定発売された。
2010年6月23日には、『ハヴ・ア・ナイス・デイ+ライヴ・トラックス』（Have A Nice Day+Live Tracks）が発売された。

## 収録曲

### CD
| #   | タイトル                                                                      | 作詞・作曲                                                         | 時間 |
| --- | ----------------------------------------------------------------------------- | ------------------------------------------------------------------ | ---- |
| 1.  | 「ハヴ・ア・ナイス・デイ」                                                    | ジョン・ボン・ジョヴィ、リッチー・サンボラ、ジョン・シャンクス     | 3:49 |
| 2.  | 「アイ・ウォント・トゥ・ビー・ラヴド」(I Want To Be Loved)                    | ジョン・ボン・ジョヴィ、リッチー・サンボラ、ジョン・シャンクス     | 3:49 |
| 3.  | 「ウェルカム・トゥ・ウェアエヴァー・ユー・アー」(Welcome To Wherever You Are) | ジョン・ボン・ジョヴィ、リッチー・サンボラ、ジョン・シャンクス     | 3:47 |
| 4.  | 「フー・セズ・ユー・キャント・ゴー・ホーム」(Who Says You Can't Go Home)      | ジョン・ボン・ジョヴィ、リッチー・サンボラ                         | 4:40 |
| 5.  | 「ラスト・マン・スタンディング」(Last Man Standing)                           | ジョン・ボン・ジョヴィ、ビリー・ファルコン                         | 4:37 |
| 6.  | 「ベルズ・オブ・フリーダム」(Bells Of Freedom)                                | ジョン・ボン・ジョヴィ、リッチー・サンボラ、デズモンド・チャイルド | 4:55 |
| 7.  | 「ワイルドフラワー」(Wildflower)                                              | ジョン・ボン・ジョヴィ                                             | 4:13 |
| 8.  | 「ラスト・シガレット」(Last Cigarette)                                        | ジョン・ボン・ジョヴィ、デヴィッド・ブライアン                     | 3:38 |
| 9.  | 「アイ・アム」(I Am)                                                          | ジョン・ボン・ジョヴィ、リッチー・サンボラ、ジョン・シャンクス     | 3:53 |
| 10. | 「コンプリケイテッド」(Complicated)                                           | ジョン・ボン・ジョヴィ、ビリー・ファルコン、マックス・マーティン   | 3:37 |
| 11. | 「ノヴォケイン」(Novocaine)                                                   | ジョン・ボン・ジョヴィ                                             | 4:49 |
| 12. | 「ストーリー・オブ・マイ・ライフ」(Story Of My Life)                          | ジョン・ボン・ジョヴィ、ビリー・ファルコン                         | 4:08 |

| #   | タイトル                                                  | 作詞 | 作曲・編曲 | 時間 |
| --- | --------------------------------------------------------- | ---- | ---------- | ---- |
| 13. | 「ダーティー・リトル・シークレット」(Dirty Little Secret) |      |            | 3:37 |
| 14. | 「アンブレイカブル」(Unbreakable)                         |      |            | 3:52 |
| 15. | 「ジーズ・オープン・アームズ」(These Open Arms)           |      |            | 3:42 |

### DVD（初回限定盤）
- ライヴ・フロム・アトランティック・シティ 2004

| #  | タイトル                                                                              | 作詞 | 作曲・編曲 |
| -- | ------------------------------------------------------------------------------------- | ---- | ---------- |
| 1. | 「エヴリデイ」(Everyday)                                                              |      |            |
| 2. | 「ミス・フォース・オブ・ジュライ」(Miss Fourth Of July)                               |      |            |
| 3. | 「アイ・ゲット・ア・ラッシュ」(I Get A Rush)                                          |      |            |
| 4. | 「ジーズ・アームズ・アー・オープン・オール・ナイト」(These Arms Are Open All Night)   |      |            |
| 5. | 「ザ・レディオ・セイヴド・マイ・ライフ・トゥナイト」(The Radio Saved My Life Tonight) |      |            |

- フォト・ギャラリー

- アルバムEPK（スペシャル・インタビュー）

### 『ハヴ・ア・ナイス・デイ 〜ジャパン・ツアー・エディション』（Have A Nice Day 〜Japan Tour Edition）
| #   | タイトル                                                                                  | 作詞 | 作曲・編曲 |
| --- | ----------------------------------------------------------------------------------------- | ---- | ---------- |
| 13. | 「ラスト・マン・スタンディング（ライヴ）」(Last Man Standing (Live))                      |      |            |
| 14. | 「禁じられた愛（ライヴ）」(You Give Love A Bad Name (Live))                               |      |            |
| 15. | 「コンプリケイテッド（ライヴ）」(Complicated (Live))                                      |      |            |
| 16. | 「ハヴ・ア・ナイス・デイ（ライヴ）」(Have A Nice Day (Live))                              |      |            |
| 17. | 「フー・セズ・ユー・キャント・ゴー・ホーム（ライヴ）」(Who Says You Can't Go Home (Live)) |      |            |
| 18. | 「レイズ・ユア・ハンズ（ライヴ）」(Raise Your Hands (Live))                               |      |            |

| #  | タイトル                                                                                         | 作詞 | 作曲・編曲 | 備考                                      |
| -- | ------------------------------------------------------------------------------------------------ | ---- | ---------- | ----------------------------------------- |
| 1. | 「ハヴ・ア・ナイス・デイ（ビデオ）」(Have A Nice Day (Video))                                    |      |            |                                           |
| 2. | 「ウェルカム・トゥ・ウェアエヴァー・ユー・アー（ビデオ）」(Welcome To Wherever You Are (Video))  |      |            |                                           |
| 3. | 「フー・セズ・ユー・キャント・ゴー・ホーム（ビデオ）」(Who Says You Can't Go Home (Video))       |      |            |                                           |
| 4. | 「ハヴ・ア・ナイス・デイ（ライヴ）」(Have A Nice Day (Live Performance))                         |      |            | 2006年1月14日のオクラホマシティ公演を収録 |
| 5. | 「ハヴ・ア・ナイス・デイ・ツアー・ダイアリー パート1&2」(Have A Nice Day Tour Diary Part I & II) |      |            |                                           |

### 『ハヴ・ア・ナイス・デイ+ライヴ・トラックス』（Have A Nice Day+Live Tracks）
| #   | タイトル | 作詞 | 作曲・編曲 | 備考         |
| --- | --- | ---- | ---------- | ------------ |
| 13. | 「フー・セズ・ユー・キャント・ゴー・ホーム（デュエット・ウィズ・ジェニファー・ネトルズ）」(Who Says You Can't Go Home (duet with Jennifer Nettles)) |      |            | スタジオ音源 |
| 14. | 「ハヴ・ア・ナイス・デイ（ライヴ）」(Have A Nice Day (Live))                                                                                        |      |            |              |
| 15. | 「ラスト・マン・スタンディング（ライヴ）」(Last Man Standing (Live))                                                                                |      |            |              |
| 16. | 「ストーリー・オブ・マイ・ライフ（ライヴ）」(Story Of My Life (Live))                                                                               |      |            |              |
| 17. | 「フー・セズ・ユー・キャント・ゴー・ホーム（デュエット・ウィズ・ジェニファー・ネトルズ・ライヴ）」                                                  |      |            |              |

## タイアップ
ハヴ・ア・ナイス・デイ（Have A Nice Day）
- TOYOTA「RAV4」CMソング。